# Dialeurodicus frontalis
Dialeurodicus frontalis là một loài côn trùng cánh nửa trong họ Aleyrodidae, phân họ Aleurodicinae.
Dialeurodicus frontalis được Bondar miêu tả khoa học đầu tiên năm 1923.